# نسبت اتصال کوتاه (شبکه برق)
در یک شبکه الکتریکی، نسبت اتصال کوتاه (یا نسبت اتصال کوتاه) عبارت است از نسبت: توان ظاهری اتصال کوتاه (SCMVA) در مورد خطای خطای متقارن در مکانی در شبکه که برخی ژنراتور متصل است، به: قدرت نامی ژنراتور (GMW).
از آنجایی که توانی تحویلی شبکه در نقاط مختلف، متفاوت است، اغلب یک نقطه برای محاسبه انتخاب می‌شود، به عنوان مثال، نقطه اتصال (POI):
{\displaystyle SCR_{POI}={\frac {SCMVA_{POI}}{GMW}}}

## قدرت شبکه
اصطلاح «قدرت شبکه» (همچنین «قدرت سیستم») برای توصیف پایایی شبکه در برابر تغییرات کوچک در مجاورت مکان شبکه («صلبیت شبکه») به کار می‌رود. از دیدگاه یک مولد الکتریکی، قدرت سیستم به تغییرات ولتاژ در پایانه‌های مولد، هنگامی که تزریق جریان مولد تغییر می‌کند، مرتبط است؛ بنابراین، کمّی‌سازی قدرت سیستم را می‌توان از طریق یافتن امپدانس الکتریکی معادل (تونن) سیستم، آنگونه که از این پایانه‌ها مشاهده می‌شود، انجام داد (قدرت به‌طور معکوس با مقاومت متناسب است). نسبت اتصال کوتاه (نسبت اتصال کوتاه) و تغییرات آن، راهی مناسب برای محاسبه این امپدانس در شرایط عادی یا اضطراری فراهم می‌کند (این تخمین‌ها برای وضعیت واقعی اتصال کوتاه در نظر گرفته نشده‌اند).
شبکه‌های قوی، مرجعی قابل اطمینان برای هم‌زمان‌سازی منابع توان فراهم می‌کنند. در یک سیستم بسیار صلب، ولتاژ با تغییرات توان تزریق‌شده توسط یک مولد خاص تغییر نمی‌کند و کنترل آن را ساده‌تر می‌سازد. در یک شبکه سنتی که تحت سلطه مولدهای سنکرون است، یک شبکه قوی با نسبت اتصال کوتاه بیشتر از ۳٫۰، پایداری ولتاژ و ذخایر توان اکتیو مطلوبی خواهد داشت. یک شبکه ضعیف (با مقادیر نسبت اتصال کوتاه بین ۲٫۰ و ۳٫۰) می‌تواند ناپایداری ولتاژ و مشکلات کنترلی از خود نشان دهد. شبکه‌ای با نسبت اتصال کوتاه کمتر از ۲٫۰ بسیار ضعیف است.

### اهمیت جریان اضافی (اضافه‌جریان)
قدرت شبکه همچنین برای قابلیت‌های اضافه‌جریان آن که برای عملیات سیستم قدرت ضروری است، اهمیت دارد. فقدان قابلیت اضافه‌جریان (نسبت اتصال کوتاه پایین) در یک شبکه ضعیف، مشکلات متعددی ایجاد می‌کند، از جمله:
- گذراها در طول تغییرات بار بزرگ، باعث تغییرات زیادی در ولتاژ شبکه شده و مشکلاتی برای بارها ایجاد می‌کنند (به عنوان مثال، برخی موتورها ممکن است نتوانند در شرایط افت ولتاژ راه‌اندازی شوند).
- دستگاه‌های حفاظت شبکه طوری طراحی شده‌اند که با سطح کافی از اضافه‌جریان فعال شوند. در یک سیستم ضعیف، تشخیص جریان اتصال کوتاه از یک اضافه‌جریان گذرای عادی که در طول تغییرات بار رخ می‌دهد، ممکن است دشوار باشد.
- در طول عملیات راه‌اندازی سیاه پس از قطعی برق، ممکن است جریان هجومی بزرگی برای برق‌دار کردن اجزای سیستم مورد نیاز باشد. به عنوان مثال، اگر برخی بارها در یک سیستم ضعیف متصل باقی بمانند، یک منبع مبتنی بر اینورتر ممکن است نتواند راه‌اندازی شود.

### حضور منابع مبتنی بر اینورتر
نفوذ زیاد منابع مبتنی بر اینورتر (IBRها) سطح اتصال کوتاه را کاهش می‌دهد: یک مولد سنکرون معمولی می‌تواند اضافه‌جریان قابل توجهی، ۲ تا ۵ پریونیت، برای مدت زمان نسبتاً طولانی (دقایق) تحویل دهد، در حالی که محدودیت‌های اجزای IBRها منجر به محدودیت‌های اضافه‌جریان کمتر از ۲ پریونیت (معمولاً ۱٫۱ تا ۱٫۲ پریونیت) می‌شود.
تعریف اولیه نسبت اتصال کوتاه که در بالا ذکر شد، برای سیستمی با تولید عمدتاً سنکرون در نظر گرفته شده بود، بنابراین چندین معیار جایگزین، از جمله نسبت اتصال کوتاه وزنی (Wنسبت اتصال کوتاه)، نسبت اتصال کوتاه مرکب (Cنسبت اتصال کوتاه)، نسبت اتصال کوتاه مدار معادل (Eنسبت اتصال کوتاه)، و نسبت اتصال کوتاه با ضرایب تعامل (نسبت اتصال کوتاهIF)، برای شبکه‌هایی با چندین IBR مجاور پیشنهاد شده‌اند تا از برآورد بیش از حد قدرت شبکه جلوگیری شود (یک IBR برای هم‌زمان‌سازی عملکرد خود به قدرت شبکه متکی است و ظرفیت اضافه‌جریان زیادی ندارد).
هندرسون و همکاران استدلال می‌کنند که در مورد IBRها، نسبت اتصال کوتاه و قدرت سیستم در واقع از هم جدا هستند و معیار جدیدی به نام امپدانس قدرت شبکه را پیشنهاد می‌کنند.
ادغام منابع انرژی تجدیدپذیر اغلب نگرانی‌هایی را در مورد قدرت سیستم ایجاد می‌کند. توانایی اجزای مختلف در یک سیستم قدرت برای عملکرد مؤثر به قدرت سیستم بستگی دارد که حساسیت متغیرهای سیستم به اختلالات را اندازه‌گیری می‌کند. نسبت اتصال کوتاه (نسبت اتصال کوتاه) شاخصی از قدرت یک شین شبکه نسبت به توان نامی یک دستگاه است و اغلب به عنوان معیاری از قدرت سیستم استفاده می‌شود. مقدار نسبت اتصال کوتاه بالاتر نشان‌دهنده یک سیستم قوی‌تر است، به این معنی که تأثیر اختلالات بر ولتاژ و سایر متغیرها به حداقل خواهد رسید. یک سیستم قوی به عنوان سیستمی با نسبت اتصال کوتاه بالاتر از سه تعریف می‌شود و نسبت اتصال کوتاه سیستم‌های ضعیف و بسیار ضعیف به ترتیب بین سه و دو و زیر دو قرار دارد.
کاربردهای الکترونیک قدرت اغلب با مسائل مربوط به نسبت اتصال کوتاه مواجه می‌شوند، به ویژه در سیستم‌های انرژی تجدیدپذیر که از مبدل‌های قدرت برای اتصال به شبکه‌های برق استفاده می‌کنند. هنگام اتصال دستگاه‌های HVDC/FACTs مبتنی بر مبدل‌های منبع جریان به سیستم‌های AC ضعیف، باید از فناوری‌های خاصی برای غلبه بر نسبت اتصال کوتاه کمتر از سه استفاده شود. برای HVDC، مبدل‌های مبتنی بر منبع ولتاژ یا مبدل‌های کموتاسیون خازنی در کاربردهایی با نسبت اتصال کوتاه نزدیک به یک استفاده می‌شوند. عدم استفاده از این فناوری‌ها نیازمند مطالعات ویژه برای تعیین تأثیر و اتخاذ تدابیری برای جلوگیری یا به حداقل رساندن اثرات نامطلوب خواهد بود، زیرا سطوح پایین نسبت اتصال کوتاه می‌تواند مشکلاتی مانند اضافه ولتاژهای بالا، رزونانس‌های فرکانس پایین و ناپایداری در سیستم‌های کنترل ایجاد کند.
مزارع بادی معمولاً به بخش‌های کمتر مقاوم شبکه و دور از مناطق اصلی مصرف برق متصل می‌شوند. مشکلات مربوط به پایداری ولتاژ که ناشی از ترکیب نیروگاه‌های بادی در مقیاس بزرگ در سیستم‌های آسیب‌پذیر است، مسائل مهمی هستند که نیاز به توجه دارند. برخی از توربین‌های بادی معیارهای حداقل قدرت سیستم خاصی دارند. جنرال الکتریک نشان می‌دهد که پارامترهای استاندارد مدل توربین بادی آنها برای سیستم‌هایی با نسبت اتصال کوتاه (نسبت اتصال کوتاه) پنج یا بالاتر مناسب است. با این حال، در صورت اتصال به سیستم‌های ضعیف‌تر، انجام تحلیل‌های بیشتر برای تضمین تنظیم مناسب پارامترهای مدل ضروری است. روش‌های کنترل ویژه طراحی‌شده برای توربین‌های بادی یا دستگاه‌های جبران‌ساز راکتیو دینامیکی، مانند STATCOM، برای اطمینان از عملکرد بهینه مورد نیاز است.

### مثال
تجربه‌ای در ارکات (ERCOT) در اوایل قرن بیست و یکم نمونه بارزی از چگونگی تأثیر قدرت ضعیف سیستم بر عملکرد توربین بادی ارائه می‌دهد. نیروگاه بادی، که از طریق دو خط انتقال ۶۹ کیلوولت به شبکه ارکات متصل بود، زمانی که نسبت اتصال کوتاه در طول عملیات عادی حدود ۴ بود، به‌طور کارآمد عمل می‌کرد. با این حال، هنگامی که یکی از خطوط ۶۹ کیلوولت قطع شد، نسبت اتصال کوتاه به ۲ یا کمتر کاهش یافت و منجر به نوسانات ولتاژ نامطلوب، با میرایی ضعیف یا بدون میرایی شد که توسط PMUها در نقطه اتصال (POI) نیروگاه بادی ثبت گردید. پس از بررسی کامل، مشخص شد که کنترل ولتاژ تهاجمی مورد استفاده توسط نیروگاه بادی برای محیط شبکه ضعیف مناسب نبوده و علت اصلی پاسخ نوسانی بوده است. به دلیل سطح پایین اتصال کوتاه شناسایی‌شده توسط کنترل‌کننده ولتاژ مولد بادی و بهره بالای کنترل ولتاژ، نوسان رخ داد. در مقایسه با شبکه عادی با نسبت اتصال کوتاه بالا، کنترل ولتاژ حلقه بسته در شرایط شبکه ضعیف پاسخ سریع‌تری خواهد داشت. برای تکرار پاسخ نوسانی، این رویداد با استفاده از یک مدل دینامیکی دقیق که نماینده نیروگاه بادی بود، شبیه‌سازی شد.

## تأثیر بر شبکه
نسبت اتصال کوتاه را می‌توان برای هر نقطه در یک شبکه الکتریکی محاسبه کرد. شبکه‌ای با نسبت اتصال کوتاه بالا به عنوان شبکه یا سیستم قدرت قوی شناخته می‌شود. یک سیستم قدرت (شبکه) با نسبت اتصال کوتاه پایین، آسیب‌پذیری بیشتری در برابر ناپایداری ولتاژ شبکه دارد. از این رو چنین شبکه یا سیستمی به عنوان شبکه ضعیف یا سیستم قدرت ضعیف شناخته می‌شود.
قدرت شبکه را می‌توان با نصب کندانسورهای سنکرون افزایش داد. کندانسور می‌تواند به عنوان یک منبع ولتاژ سنکرون برای پشتیبانی از راکتانس گذرا و راکتانس زیرگذرا عمل کند و همچنین پاسخ اینرسی و سهم جریان خطا را فراهم نماید.
جبران‌سازهای سنکرون استاتیک نیز ممکن است برای بهبود نسبت نسبت اتصال کوتاه مورد استفاده قرار گیرند، که البته منبع جریانی محدود به تخلیه ذخیره‌ساز و شرایط حرارتی هستند.